# جان ئی. سوینی
جان ادوارد سوینی (ارمنی: [] Error: {{Lang}}: فاقد متن (راهنما); انگلیسی: John Edward Sweeney؛ زادهٔ ۹ اوت ۱۹۵۵) سیاستمدار، و وکیل ارمنی‌تبار اهل ایالات متحده آمریکا است که از تاریخ ۳ ژانویه ۱۹۹۹ تا تاریخ ۳ ژانویه ۲۰۰۷ نماینده حوزه انتخابیه بیستم نیویورک در مجلس نمایندگان ایالات متحده آمریکا بود. وی عضو حزب جمهوری‌خواه می باشد.

## زندگی‌نامه
در ۹ اوت ۱۹۵۵ در تروی، نیویورک به دنیا آمد و از کالج سیج و مدرسه حقوق وسترن نیوانگلند فارغ‌التحصیل شد.  سوینی هم‌اکنون ساکن کلیفتون پارک، نیویورک می‌باشد.